# Trypetisoma magnum
Trypetisoma magnum är en tvåvingeart som beskrevs av Kim 1994. Trypetisoma magnum ingår i släktet Trypetisoma och familjen lövflugor. Inga underarter finns listade i Catalogue of Life.